# Meriones zarudnyi
Meriones zarudnyi är en ökenråtta som beskrevs av Vladimir Georgievich Heptner 1937. Meriones zarudnyi ingår i släktet Meriones och familjen råttdjur. IUCN kategoriserar arten globalt som otillräckligt studerad. Inga underarter finns listade i Catalogue of Life.
Ett exemplar hade en kroppslängd (huvud och bål) av 155 mm, en svanslängd av 160 mm, 30 mm långa bakfötter och 20 mm stora öron. Viktuppgifter saknas. Pälsen är gråbrun på ovansidan och vit på undersidan. Vid svansen spets förekommer en tofs av mörka hår. Arten har hår på bakfötternas sulor.
Arten lever i norra Afghanistan och i angränsande områden av Iran och Turkmenistan. Individer hittades i torra och halvtorra landskap. Underjordiska bon förekommer. Troligtvis äter denna gnagare liksom andra medlemmar av släktet Meriones frön och andra växtdelar som kanske kompletteras med insekter. Antagligen vilar arten på dagen i underjordiska bon.